# Aleks Vlah
Aleks Vlah (Isola d'Istria, 22 luglio 1997) è un pallamanista sloveno, centrale o terzino sinistro del Kielce e della nazionale slovena.

## Palmares
- Campionato croato di pallamano maschile: 1

2020-21
- Coppa di Croazia: 1

2020-21
- Campionato sloveno di pallamano maschile: 2

2021-22, 2022-23
- Coppa di Slovenia:

2022-23
- Handboldligaen: 2

2023-24, 2024-25
- Coppa di Danimarca: 2

2023-24, 2024-25